# Santiago el Mayor
Santiago de Zebedeo, también conocido como Santiago el Mayor, (en griego antiguo: Ἰάκωβος, Ἰákobos) fue, según diversos textos neotestamentarios (Evangelios sinópticos, Hechos de los Apóstoles), uno de los apóstoles más destacados de Jesús de Nazaret. Es conocido en la tradición cristiana como Santiago el Mayor para distinguirlo de otro miembro del grupo de los doce, Santiago el Menor. Nacido probablemente en Betsaida (Galilea), fue hijo de Zebedeo y Salomé, y hermano de Juan. Santiago de Zebedeo pertenecía al llamado «círculo de dilectos» de Jesús que estuvo con él en ocasiones especiales: en la resurrección de la hija de Jairo, en la transfiguración y en el huerto de Getsemaní, donde Jesús se retiró a orar en agonía ante la perspectiva de su pasión y muerte. También fue testigo privilegiado de las apariciones de Jesús resucitado y de la pesca milagrosa en el mar de Tiberíades. Según el libro de los Hechos de los Apóstoles, Pentecostés encontró a Santiago en espera orante, siempre como uno de los máximos referentes de la primera comunidad cristiana, junto con Simón Pedro y Juan. Murió a manos de Herodes Agripa I en Jerusalén en el año 47 de nuestra era. Es el patrono de España.

## Historia de vida

### Datos de la Biblia
Era hijo de Zebedeo (cf. Mt 4:21) y tenía un hermano llamado Juan, que sería asimismo discípulo de Jesús (cf. ibid). Probablemente su madre Salomé también seguía a Jesús (cf. Mt 20:20). Su maestro Jesús les puso el sobrenombre de «Boanerges» (Mc 3:17), que, según el mismo evangelista afirma, quería decir «hijos del trueno» por su carácter impetuoso; el episodio narrado por Lucas, en que Santiago y su hermano Juan desean invocar a Dios para que consuma a fuego una ciudad de samaritanos (Lc 9:54), hace honor a este nombre. Santiago fue uno de los primeros que recibieron el llamamiento de  Jesús, cuando estaba pescando en el lago de Genesaret junto a su hermano (Mc 1:19). Más tarde será llamado a formar parte del más restringido grupo de los Doce (cf. Mt 10:3). Junto con su hermano Juan y con Simón Pedro, tiene un trato privilegiado con Jesús: es testigo presencial de la resurrección de la hija de Jairo (Mc 5:21-43), de la transfiguración de Jesús (Lc 9) y de la oración en el Huerto de los Olivos (Mc 14:33). Igualmente formó parte del grupo restringido de discípulos que fueron testigos del último signo realizado por Jesús ya resucitado: su aparición a orillas del lago de Tiberíades y la pesca milagrosa (Jn 21:1-8). Los Hechos de los Apóstoles registra su presencia en el Cenáculo en espera orante de la venida del Espíritu Santo (Hch 1:13). Santiago es condenado a muerte y decapitado por orden del rey de Judea Herodes Agripa I (Hch 12:2). Por este dato se puede fechar la muerte de Santiago entre los años 41 y 44, pues fueron los años en que Agripa I fue rey de Judea.

### Datos de la tradición medieval
Según una tradición medieval, tras el Pentecostés (hacia 33 d. C.), cuando los apóstoles son enviados a la predicación, Santiago habría cruzado el mar Mediterráneo y desembarcado para predicar el Evangelio en la Hispania (actuales España y Portugal). Según unos relatos, su prédica habría comenzado en la Gallaecia, a la que habría llegado tras pasar las Columnas de Hércules. Según el escritor gaditano Fray Gerónimo de la Concepción, Santiago fue quien consagró el Templo de Hércules a San Pedro (en el islote Sancti Petri). Siguió bordeando la Bética y la deshabitada costa de Portugal; otras tradiciones afirman su llegada a Tarraco y su viaje por el valle del Ebro, hasta entroncar con la vía romana que recorría las estribaciones de la Cordillera Cantábrica y terminaba en la actual La Coruña. Una tercera versión postula su llegada a Carthago Nova (actual Cartagena, por el barrio de Santa Lucía), de donde partiría hacia el norte, fundando la tradición del camino que lleva su nombre. Esta tradición hace de Santiago el santo patrón protector de España.
En cualquier caso, la tradición de la evangelización por el Apóstol Santiago indica que este hizo algunos discípulos, y siete de ellos fueron los que continuaron la tarea evangelizadora una vez que Santiago regresó a Jerusalén. Para ello fueron a Roma y fueron ordenados obispos por San Pedro. Son los siete Varones apostólicos. La tradición de los Varones Apostólicos los sitúa junto a Santiago en Zaragoza cuando la Virgen María se apareció en un pilar.
De acuerdo a la tradición cristiana, hacia el año 40, el 2 de enero, María (madre de Jesús), se apareció a Santiago el Mayor en Caesaraugusta. María llegó a Zaragoza «en carne mortal» —mucho antes de su asunción—, y como testimonio de su visita habría dejado una columna de jaspe conocida popularmente como «el Pilar». Se cuenta que Santiago y los siete primeros convertidos de la ciudad edificaron una primitiva capilla de adobe en la vera del Ebro.
Tradicionalmente, se ha afirmado que los restos hallados en Santiago de Compostela a principios del siglo IX correspondían al apóstol Santiago, pero la falta de un análisis directo de dichos restos permite suponer que pueden ser los restos del obispo Prisciliano, o de otra persona importante del período romano. No obstante, el papa León XIII, reafirmó en 1884, en forma de Bula Papal, la pertenencia de los restos al apóstol, tras mandar analizar los restos conservados dentro de la tumba.

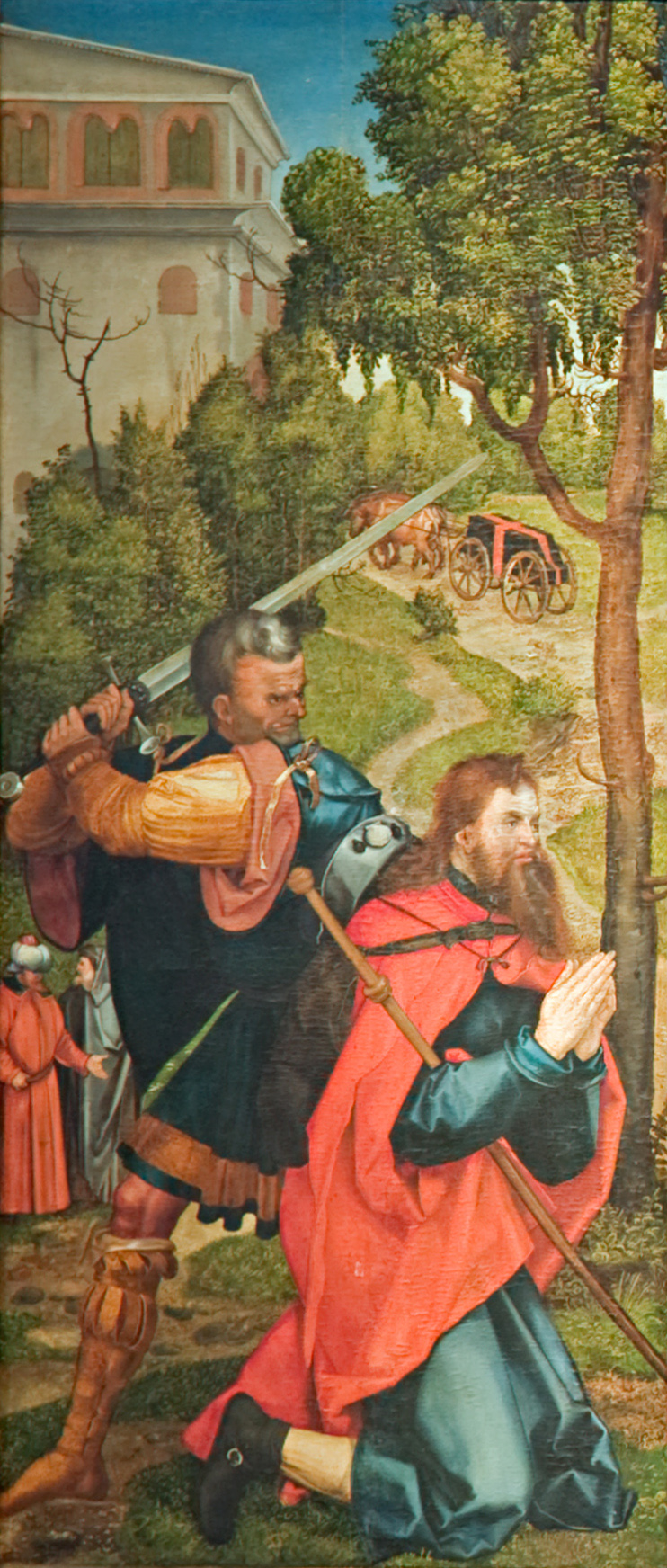
Martirio de Santiago, por Alberto Durero.

La tradición que sitúa a Santiago el Mayor fuera de Jerusalén, poco antes de su martirio, la recogen diversos apócrifos neotestamentarios (El libro de la Dormición de María, etc.), todos ellos anteriores al "descubrimiento" de la Tumba del Apóstol. Según estos relatos, cuando María ve cerca su muerte, recibe la visita de Jesucristo resucitado. Ella le pide estar rodeada por los apóstoles en el día de su muerte, pero todos ellos están dispersos por el mundo. Jesucristo le concede su deseo y permite que sea la misma María, por medio de aparición milagrosa, quien avise a sus discípulos. La aparición de María a Santiago se habría producido sobre un pilar en Caesaraugusta (actual Zaragoza), columna que se sigue venerando en la Basílica de Nuestra Señora del Pilar, en la capital aragonesa.
Santiago habría hecho todo el viaje de vuelta desde la Península Ibérica hasta Jerusalén para encontrar a María, madre de Jesús de Nazaret (ya que ella seguía viva allí, en la capital de Judea) antes de su dormición, hallando la muerte ante Herodes Agripa en el martirio. La tradición se cierra con que dos de sus discípulos, Atanasio y Teodoro, habrían llevado su cuerpo (conservado de alguna manera) por el mar Mediterráneo en una mítica embarcación de piedra y habrían costeado el Atlántico nuevamente hasta Galicia, donde lo habrían enterrado justamente en Iria Flavia, donde el obispo Teodomiro lo halló en el siglo IX.

## La tumba del Apóstol

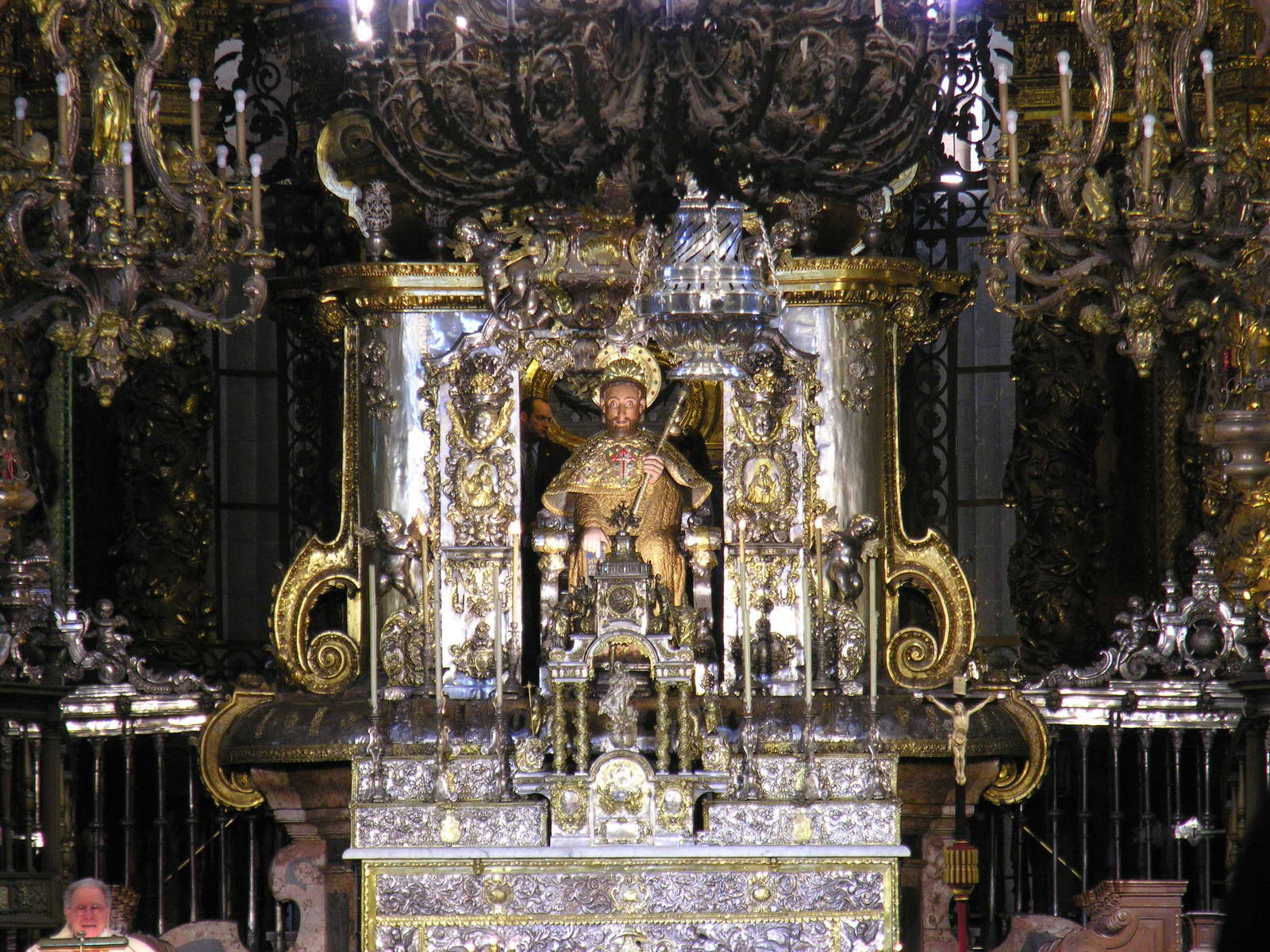
Altar Mayor con la imagen de Santiago Peregrino en la Catedral de Santiago de Compostela, bajo el que se encuentra la tumba del Apóstol.

Alrededor del año 813, o 820 según otras fuentes, en tiempos del rey de Asturias Alfonso II el Casto, el ermitaño Pelayo le dijo al obispo Teodomiro, de Iria Flavia (España), que había visto unas luces brillando sobre un monte deshabitado. En el mismo hallaron una tumba, probablemente de origen romano, donde se encontraba un cuerpo decapitado con la cabeza bajo el brazo. El rey ordenó construir una iglesia encima del cementerio, origen de la Catedral de Santiago de Compostela, epíteto que proviene de campus stellae: «campo de las estrellas», debido a las luces que aparecieron sobre el cementerio, o bien de compositum tellus, es decir: «Terreno bien dispuesto».
En el mes de mayo de 1589, Francis Drake amenazó Compostela después de desembarcar en La Coruña. El Arzobispo, Juan de Sanclemente, acordó con el Cabildo de la Catedral ocultar cuanto de importante había en ella. Por ello, los restos fueron depositados en un escondrijo dentro del ábside de la capilla mayor, detrás del altar. Tales restos fueron encontrados a treinta metros de profundidad respecto del suelo en las excavaciones realizadas en la Catedral en 1878 y 1879 por Antonio López Ferreiro. La configuración actual de la cripta bajo el altar procede de las excavaciones realizadas a finales del siglo XIX. Los restos fueron depositados en una urna de plata realizada en 1886 por los orfebres Rey Martínez, dentro de un cofre de madera forrado con terciopelo rojo y con tres compartimentos, para Santiago, Atanasio y Teodoro.
En tales excavaciones, se pudo encontrar, entre los restos de un mausoleo romano, una inscripción sepulcral en griego, Athanasios martyr y los restos de tres personas distintas: dos de edad mediana y una en el último tercio de vida, lo que llevó a identificarlos con los tradicionales Santiago y sus discípulos Atanasio y Teodoro. No obstante, el papa León XIII nombró una Congregación extraordinaria para el estudio de estos restos. Los documentos enviados a Roma, sin embargo, no le satisficieron, enviando a monseñor Agostino Caprara, promotor de la Fe en el proceso, a Santiago para que examinara sobre el terreno los restos y tomase declaración a quienes intervinieron. Caprara, no obstante, mandó analizar primero el presunto resto de Santiago venerado en Pistoia, tarea que estuvo a cargo del Doctor Chiapelli, quien dictaminó que se trataba de una apófisis mastoidea derecha con restos de sangre coagulada, pieza que habría sido separada a consecuencia de una decapitación.
El 8 de junio de 1884 llega a Santiago, y en el examen se constata que uno de los tres cráneos carece de apófisis mastoidea derecha. La resolución de la Congregación fue publicada el 25 de julio del mismo año, festividad de Santiago. León XIII publicó el 1 de noviembre del mismo año la Bula Deus Omnipotens, donde hacía un repaso a la historia del Santuario y llamaba a emprender nuevas peregrinaciones a Santiago.
Sin embargo, quedaba por constatar la datación cronológica de los restos, lo que llevó a mediados del siglo XX a voces críticas. Así, Claudio Sánchez Albornoz:  

...pese a todos los esfuerzos de la erudición de ayer y de hoy, no es posible, sin embargo, alegar en favor de la presencia de Santiago en España y de su traslado a ella, una sola noticia remota, clara y autorizada. Un silencio de más de seis siglos rodea la conjetural e inverosímil llegada del apóstol a Occidente, y de uno a ocho siglos la no menos conjetural e inverosímil traslatio. Solo en el siglo VI surgió entre la cristiandad occidental la leyenda de la predicación de Santiago en España; pero ella no llegó a la Península hasta fines del siglo VII.
C. Sánchez Albornoz: "En los albores del culto jacobeo", en Compostellanum 16 (1971) pp. 37-71.

Por una parte, se ha documentado arqueológicamente la existencia previa de una necrópolis dolménica y luego de un cementerio utilizado en época romana y sueva. Estos descubrimientos prueban que Compostela era una necrópolis precristiana, pero no resuelven la cuestión respecto a la tumba de Santiago, cuyos restos podrían pertenecer bien al mismo apóstol (el tráfico de reliquias comenzaba a desarrollarse en ese periodo), bien a cualquier otro mártir cristiano. Incluso se ha propuesto que se trata de los restos de Prisciliano. En 1955 se encontró, en las proximidades de la tumba, la cubierta sepulcral de Teodomiro, lo que confirma que quiso enterrarse en el lugar de su propio hallazgo.
En 1988, dos académicos de la Real Academia de la Historia, el filólogo Isidoro Millán González-Pardo y el arqueólogo Antonio Blanco Freijeiro, afirman haber hallado la inscripción martyr y una referencia a Atanasio en una piedra datada a finales del s. I o principios del s. II, lo cual, sostienen, confirma indirectamente la presencia en el lugar de los restos del Apóstol.
Estudios arqueológicos muestran que en el actual santuario Compostela existió, desde el siglo I, un pequeño (no más de una hectárea) asentamiento hispanorromano junto al cual hubo un cementerio, algunas de cuyas lápidas han sido halladas y leídas. Entre ellas se encuentra la de una familia, llamada Modesta. Una de ellas, en mármol, fue encontrada en la antigua cripta y corresponde a una dama del siglo II, llamada Atia Modesta.
Un estudio desarrollado por Enrique Alarcón, profesor de Filosofía de la Universidad de Navarra, publicado el 24 de junio de 2011, en el ámbito de la clausura de la «Cátedra Camino de Santiago», ampliado en un estudio de 2013 y reeditado en un volumen en colaboración con Piotr Roszak, se basa en un estudio epigráfico sobre reproducciones fotográficas de las inscripciones mencionadas, por no tener acceso a los originales. El catedrático, cuyos estudios no han sido publicados en revistas de arqueología, considera que evidencian un culto funerario particular a Santiago, al menos ya en el siglo II, en la cripta, parte de un complejo funerario de la dama romana Atia Modesta a quien Alarcón considera cristiana y no pagana como otros estudiosos.
Además, afirma haber hallado la inscripción Ya'akov (Santiago, en hebreo), con simbología propia de la estética sepulcral judeocristiana del s. I., análogas a las halladas en los osarios de Dominus Flevit. Añade que una de las inscripciones contiene referencias a la fiesta judía de Shavu'ot con representación de panes rituales e indica que estos panes dejaron de usarse en torno al 70 con motivo de la destrucción del Templo de Jerusalén por los romanos, lo que posibilitaría ubicar cronológicamente la tumba.

## Reliquias

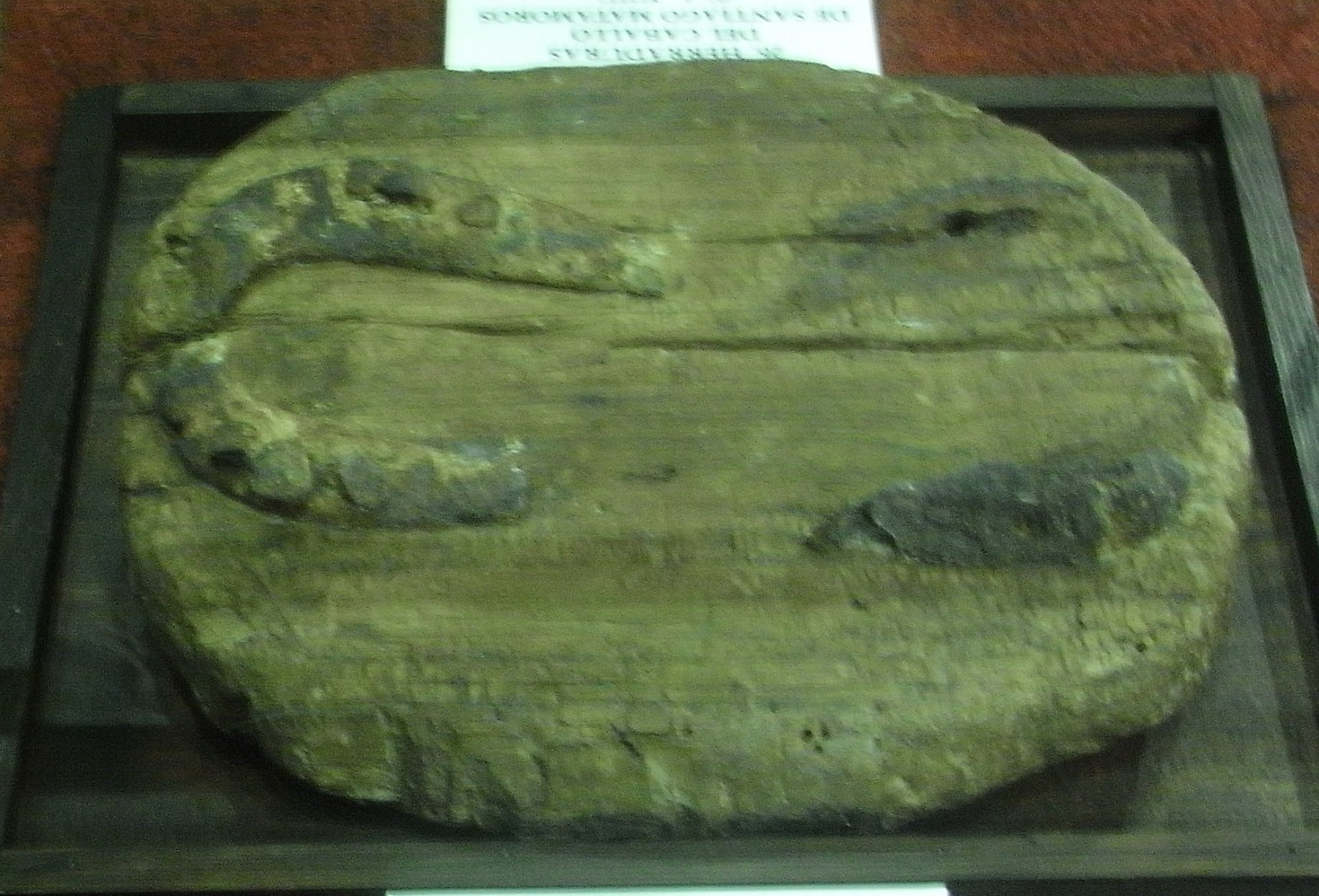
Reliquia de herraduras del caballo de Santiago de la batalla de las Navas de Tolosa.

El Monasterio de Cañas posee una reliquia que, se supone, contiene las herraduras del caballo de Santiago, que recogería Diego López II de Haro en la batalla de las Navas de Tolosa y entregaría a su hija Urraca Díaz de Haro, cuarta abadesa del monasterio.

## Santiago contra el islam
En el siglo XII se redacta en Santiago de Compostela el llamado Privilegio de los Votos, que atribuye al rey Ramiro I una victoria frente a los moros en Clavijo en 844, victoria obtenida gracias a una aparición de Santiago. Agradecido, el rey habría hecho el voto de que todos los habitantes pagasen al Apóstol, o sea a su santuario, una cantidad anual. Según este mismo documento, la victoria en Clavijo puso fin a la entrega anual a los enemigos de un vergonzoso tributo de cien vírgenes cristianas. La primera representación de Santiago a caballo, de principios del siglo XIII en la catedral compostelana, muestra las doncellas arrodilladas ante el caballo de Santiago.
El miles Christi medieval, imagen poco frecuente, se convierte a partir de la segunda mitad del siglo XV y a lo largo del siglo XVI en Santiago Matamoros, defensor del catolicismo frente a todos sus enemigos: los turcos, los herejes y los paganos, cuyos cuerpos o cabezas ruedan entre las patas de su caballo.

## El Camino de Santiago

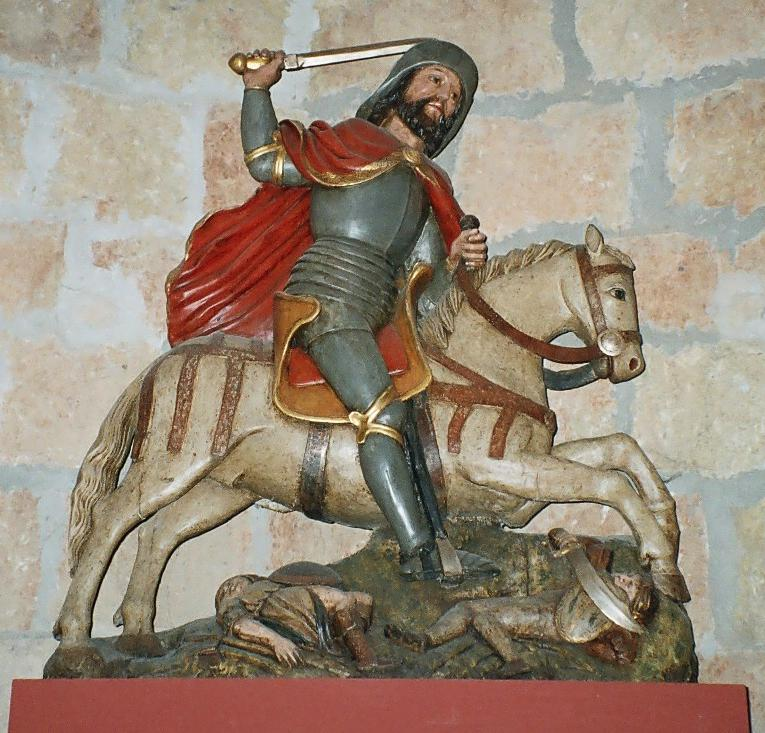
Imagen de Santiago Matamoros en Carrión de los Condes (Palencia) España.

El descubrimiento de la tumba del Apóstol supuso para el rey de Asturias una serie de beneficios: la aglutinación de sus territorios como un solo reino, bajo la especial protección del Apóstol, y la cristianización de la antigua "Vía del Finisterre", ruta seguida tradicionalmente por muchos pueblos de religión céltica, hasta el pretendido fin del mundo. De hecho, las peregrinaciones galas hacia el noroeste de España se han probado arqueológicamente, y se puede afirmar que los celtas - en el primer milenio antes de nuestra era - recorrían toda Europa para ir a estos sitios, donde celebraban sus matrimonios y otros ritos. Este camino precristiano se convierte así en el Camino de Santiago o Ruta jacobea, y Compostela en el tercer núcleo de peregrinación medieval, tras Roma y Jerusalén.
En el año 1122, el papa Calixto II instituyó y proclamó que en adelante tuvieran la consideración y privilegios de Año Santo Jacobeo todos los años en los que la fiesta litúrgica de Santiago, el 25 de julio, coincidiera con el día domingo.

## Fiestas en su honor

### España

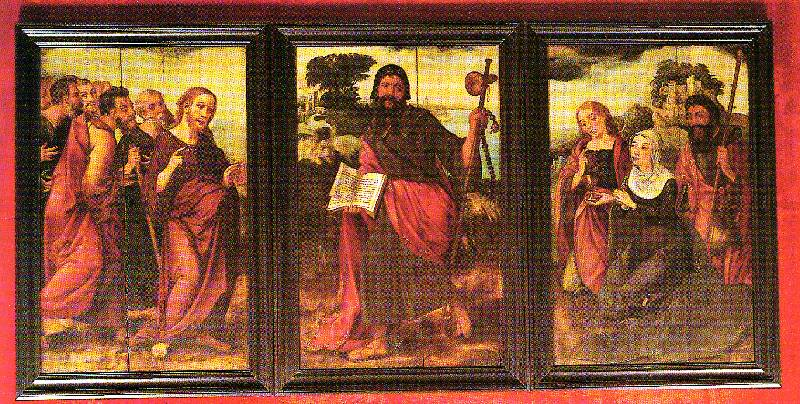
Tríptico de Santiago (S. XVI), Parroquia Matriz del Apóstol Santiago en Los Realejos (Santa Cruz de Tenerife) España

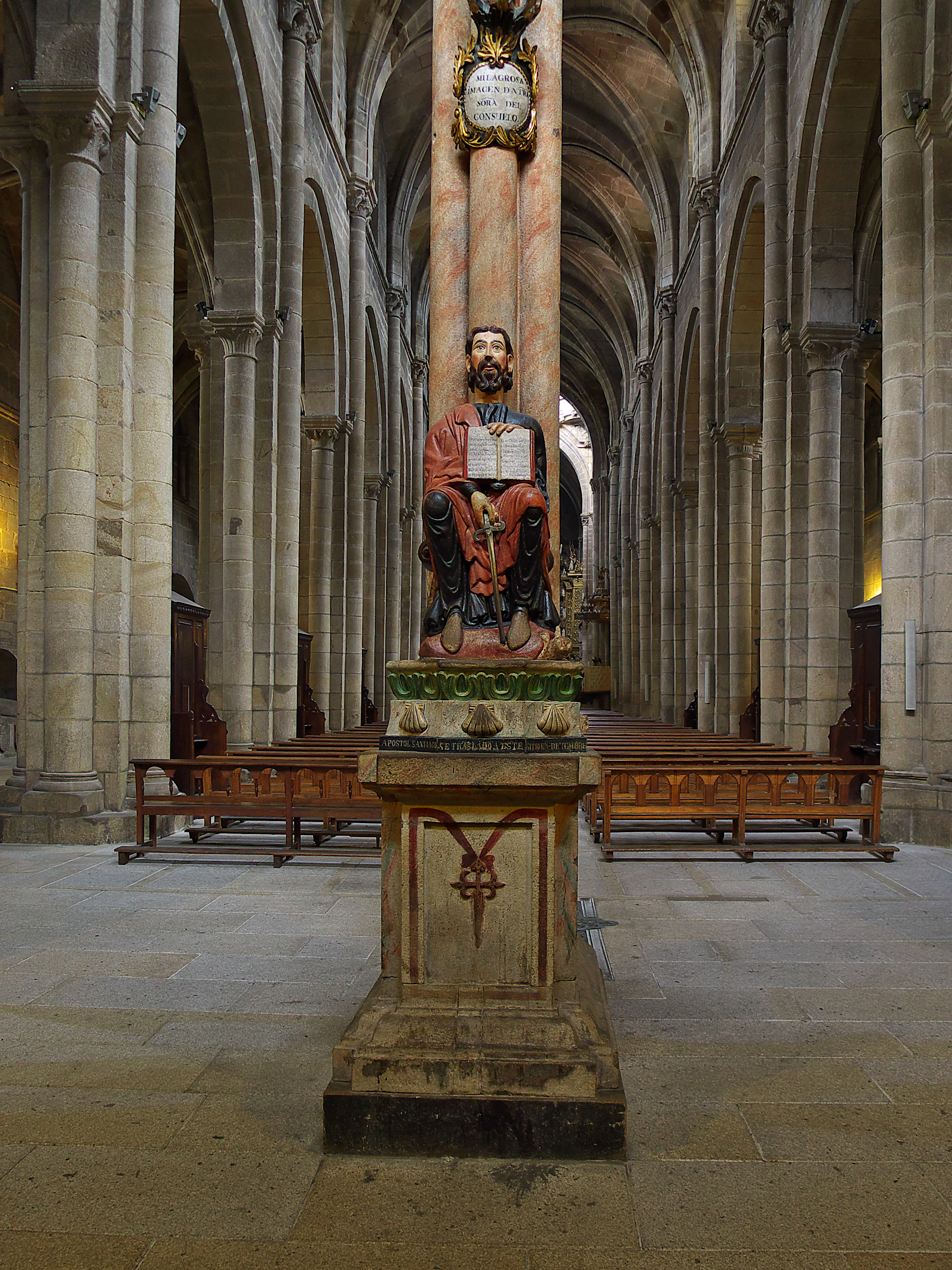
Catedral de Orense, España

Como Patrono de España que es, Santiago el Mayor (más conocido como Santiago Apóstol) también lo es de numerosos pueblos y ciudades que el día 25 de julio celebran en su honor fiestas religiosas. Santiago de Compostela (La Coruña) es la ciudad que mayores fiestas organiza en su honor. La catedral de la ciudad acoge esos días la mayor afluencia de peregrinos del año.
Coincidiendo con el patronazgo de España, Santiago el Mayor es patrono asimismo del Arma de Caballería del Ejército de Tierra. La frase final del himno de esta arma es una de las más conocidas de España en la reconquista: 

Santiago y cierra, España

Igualmente, es el patrono de la comunidad autónoma española de Galicia, celebrándose su festividad el Día Nacional de Galicia, cada 25 de julio en la ciudad de Santiago de Compostela (La Coruña).
Además de Santiago de Compostela (La Coruña) otros pueblos españoles repartidos por todo el territorio nacional tienen celebraciones en honor a Santiago Apóstol. Procesiones, misas y ruegos junto a verbenas, conciertos o actividades infantiles se realizan, por ejemplo, en la localidad de Albaladejo (Ciudad Real), Navas de Oro (Segovia), Moratones (Zamora) o Santiago de Aravalle (Ávila). También es patrón en la ciudad de Moncada (Valencia) y en numerosos pueblos de la Sierra de Guadarrama, como Collado Villalba (Madrid), Colmenarejo (Madrid) o Santa María de Robledo (Segovia).
En Ermua (Vizcaya) es también patrono: la iglesia parroquial de Santiago Apóstol data de 1600; es un bello edificio renacentista. Es del tipo de iglesia de una nave de tres tramos con capillas laterales altas entre los estribos. Enfrente de la nave hay, además, una capilla mayor ochavada más estrecha. Está cubierta por bóveda de crucería y posee un coro y dos capillas barrocas. El encargo de finalización de las obras que el arzobispo Andrés de Orbe y Larreátegui realizó a Sebastián de Lecuona, lo completó su cuñado Joseph de Zuaznabar. El mobiliario refleja la intervención del rico cardenal. Destaca el retablo mayor, el órgano y la capilla privada del arzobispo y su tumba. El retablo está hecho en madera de nogal, de estilo barroco, con columnas salomónicas a los lados. En sus hornacinas hay una serie de esculturas policromadas. El retablo está sin policromar, entre el que destaca Santiago cabalgando sobre los moros en la batalla de Clavijo. El órgano es del mismo tipo que el retablo, monumental y sin policromía. Hay otros pequeños retablos de madera dorada en estilo protorrococó y rococó.
En las islas Canarias, Santiago es patrono de la ciudad de Santa Cruz de Tenerife, capital de la isla de Tenerife, así como del municipio de Santiago del Teide (Santa Cruz de Tenerife). Igualmente, la Villa de Los Realejos (Santa Cruz de Tenerife), al norte de Tenerife, fue puesta bajo la protección del Apóstol desde que el 25 de julio de 1496 se dio por concluida, en estas tierras del antiguo Menceyato de Taoro, la fase bélica de la conquista de Tenerife, erigiéndose, ese mismo día, el templo de la Parroquia Matriz del Apóstol Santiago, en cuyo interior se conserva parte de un antiguo retablo a pincel que recogía la vida del Apóstol, y del que hoy se conservan tres tablas que conforman el famoso Tríptico de Santiago, obra salida del pincel del destacado obrador europeo del Maestro de Delft. En la isla de Gran Canaria, Santiago es el patrono del municipio de Gáldar (Las Palmas), en donde se encuentra la iglesia del mismo nombre, que es la primera sede jacobea fuera del territorio peninsular y que cuenta con las gracias jubilares para celebrar el Año Santo Jacobeo con los mismos privilegios que la catedral de Santiago de Compostela. Cuenta con su propia ruta peregrina oficial que une Santiago de Tunte con Santiago de Gáldar (Las Palmas).

### América
Argentina

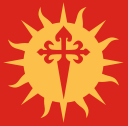
Imagen en el centro de la bandera de la Provincia de Santiago del Estero en Argentina. Simboliza la fusión de las raíces incaicas, representadas en el sol, e hispanas, representadas en la espada encarnada de Santiago Apóstol.

Santiago Apóstol es el patrono de la provincia de Santiago del Estero, de la provincia de Mendoza y su capital, donde su fiesta es feriado provincial y se realizan importantes festejos en su honor. En esta ciudad cuyana se le considera además protector contra los movimientos sísmicos que se manifiestan frecuentemente en la región.
En la provincia de Salta, es patrono de los municipios de Campo Quijano y de Isla de Cañas.
Bolivia
Se venera a Santiago el Mayor o Tata Santiago en el pueblo de Toro Toro, en la provincia de Charcas, departamento de Potosí. 
Brasil
En la ciudad de São Tiago (Minas Gerais), la devoción al santo existe desde el siglo XVIII. En este pequeño pueblo hay una tradición interesante. El 25 de julio, después de las misas y una procesión, los fieles reciben la imposición del sombrero, que permanece durante todo el año en la cabeza de la bicentenaria imagen tallada en estilo barroco. También es en esta ciudad donde termina la ruta devocional "Caminhos de São Tiago", una adaptación de Minas Gerais inspirada en la ruta de Compostela. La ruta comienza en el distrito de Santa Rita de Ouro Preto y pasa por varias ciudades en la región de Rio das Mortes.
Chile
El Apóstol Santiago es el patrono de la ciudad capital, Santiago de Chile, fundada como Santiago de la Nueva Extremadura en 1541, y comparte con la Virgen del Carmen el patronazgo del país. Los escudos de armas de la ciudad de Santiago, del Arzobispado de Santiago y de varias comunas de la Región Metropolitana llevan en su contorno ocho conchas de oro en fondo azul, representando las letras del nombre del Apóstol. Así mismo, es venerado en otros poblados y localidades rurales de la zona norte y sur del país, donde su fiesta, el 25 de julio, es celebrada con gran solemnidad. La comunidad de inmigrantes españoles de Galicia celebra su fiesta patronal con danzas y actos artísticos en el Estadio Español.
Colombia
El apóstol Santiago el Mayor es santo patrón de la ciudad de Tunja, capital del departamento de Boyacá. La catedral de esta ciudad está consagrada a su advocación. 
El municipio de Santiago de Tolú, departamento de Sucre, tiene como santo patrón a Santiago el Mayor, celebrando cada año las novenas y fiestas en su honor. 
La capital del departamento del Valle del Cauca se llama Santiago de Cali, en honor de Santiago de Compostela, y su fecha de fundación es el 25 de julio de 1536.
La ciudad de Rionegro (Antioquia), fundada el 6 de diciembre de 1542, recibe en 1786 el título de ciudad por el rey Carlos III, nombrándola Ciudad de Santiago de Arma de Rionegro, y traslada a ella una antigua pintura del Apóstol en la batalla de Clavijo, que hoy se conserva en el museo de la catedral de San Nicolás. Santiago es uno de los santos patronos de Rionegro, y en su honor la catedral es decorada con conchas de vieira en los nichos de su altar mayor.
Costa Rica
Santiago Apóstol es el patrón de la ciudad de Cartago, capital de la  Provincia de Nueva Cartago y Costa Rica dentro del Imperio Español, y actualmente capital de la provincia del mismo nombre. En esta ciudad se encuentran las ruinas de Santiago Apóstol, antigua iglesia dedicada al santo destruida en el Terremoto de Santa Mónica en 1910. Además se celebra en esta fecha la anexión del partido de Nicoya a Costa Rica, lo cual resultó una fecha muy conveniente para efectos de celebración religiosa y a la vez política. 
También en Costa Rica se encuentran tres templos construidos para devoción al apóstol Santiago. El primero se ubica en la provincia de Cartago, el segundo en la ciudad de Puriscal (cantón cuarto de San José Capital) y el tercero en Río Segundo de la provincia de Alajuela (Noveno distrito del cantón de Alajuela). Como anécdota curiosa se puede resaltar que las dos primeras estructuras se encuentran actualmente en ruinas, debido a diversos terremotos. El templo de Río Segundo también fue destruido por un terremoto en los años 1990 y reconstruido por la comunidad.
Cuba
En este país está la ciudad de Santiago de Cuba, capital de la provincia homónima. Fue fundada el 25 de julio de 1515, y se desempeñó como la capital de la isla por algún tiempo. Asimismo, está la ciudad de Santiago de Compostela de las Vegas, fundada en el año 1683.
Ecuador
El santo es el patrono oficial de Guayaquil, capital de la provincia del Guayas, ya que en honor a este fue nombrada Santiago de Guayaquil. Sus fiestas se celebran el 25 de julio. Cabe recalcar que, dado que la fundación de dicha ciudad era un misterio, se celebraba oficialmente en la fecha de su patrono. La celebración al santo estuvo por muchos años empañada y opacada, pero ahora ha esclarecido el misterio de su fundación. Las fiestas del Santo Patrono han cobrado un auge enorme con grandes banderas albicelestes adornando los balcones de la ciudad. Muchos consideran que las fiestas guayaquileñas comienzan el 25 de julio y terminan el 15 de agosto, fecha oficial de su fundación. 
Para celebrar el año santo Xacobeo 2021, el 10 de mayo de 2019 se procedió en Guayaquil al descubrimiento de una estatua en bronce de Santiago Apóstol, creada por Nixon Córdoba. El monumento resalta la iconografía de Santiago peregrino, la importancia del Camino de Santiago y las relaciones entre Ecuador y España, donde miles de ecuatorianos han emigrado desde finales de los noventa. La estatua fue ubicada en la Plaza España, sobre el Cerro de Santa Ana, origen primitivo de la ciudad.
También se celebran fiestas en honor a Santiago el Apóstol. Una de las más significativas es la celebrada en un cantón de la provincia del Azuay llamado Santiago de Gualaceo. Aquí, como en un sinnúmero de partes alrededor del mundo, se realizan misas, procesiones, velaciones y oraciones. En este lugar cuentan con dos imágenes del Patrón Santiago (así llamado por los lugareños), que son visitadas por propios y extraños en el mes de julio. Esta celebración es conocida a nivel nacional y reúne a miles de personas que con devoción acuden a visitar al Patrón Santiago.
Estados Unidos
Puerto Rico
En el estado de Puerto Rico, la ciudad de Santiago de Fajardo, al este de la isla, y los municipios de Guánica y Santa Isabel, ambos al sur, celebran festividades en honor de Santiago Apóstol como patrón. Todas las celebraciones ocurren cada 25 de julio y con festividades varios días previos y posteriores a la fecha. El municipio de Aibonito celebraba sus fiestas patronales en honor de Santiago el Mayor. Tal acervo religioso hispánico, que perduró hasta ya entrados los años del siglo XXI, se evidencia por la patente concha de vieira que figura en el cantón derecho inferior del escudo municipal.
Al noreste de la isla, en el municipio de Loíza, se celebran las Fiestas Tradicionales de Santiago Apóstol. Estas, que se remontan al siglo XVII, provocan en la actualidad la concurrencia de gentes procedentes incluso del extranjero. Las fiestas se celebran cada 25 de julio y generalmente hay celebraciones varios días antes y después de esta fecha. El escudo de armas de este municipio ostenta, como única figura, la de Santiago Matamoros. Sus llamativas y peculiares procesiones hacen suceder en el transcurso de los días festivos tres imágenes del apóstol; cada una correspondiéndose con los grupos de hombres, mujeres y niños que de modo individualmente la portan. De ahí que allí le invoquen popularmente como Santiago "el de los hombres", "el de las mujeres", o "el de los niños".
Santiago Apóstol es además patrono de la diócesis de Fajardo-Humacao. Diócesis que estableció el Camino de Santiago de El Yunque como experiencia de fe inspirada en la de Compostela (Galicia, España) y semejante a esta. Descrito como una de peregrinación, tiene como puntos de partida los municipios de Loíza y Humacao y llega a su destino y punto final en el santuario de Santiago Apóstol, localizado en el municipio de Luquillo.
Texas
En el estado de Texas existe lo que fue el puerto de Los Brazos de Santiago, lo cual es la boca del canal de navegación del puerto de Brownsville hoy en día. Antes, este puerto natural de agua profunda fue el puerto de Matamoros, México, y una importante base naval de México. Está ubicado en el punto sur de la isla del Padre, Texas, unos 12 km al norte del río Bravo (Río Grande). Fue nombrado en los tiempos de la conquista de México, pero nadie sabe quién le puso el nombre.
Guatemala
Es patrón de la arquidiócesis y de la ciudad de Antigua Guatemala, actualmente capital del departamento de Sacatepéquez. El nombre original de esta ciudad es Santiago de los Caballeros de Guatemala, celebrándose su feria en la semana correspondiente al 25 de julio de cada año. El escudo de armas de la Ciudad de Guatemala incluye al Apóstol Santiago.
Honduras
La ciudad de Yoro, capital del departamento del mismo nombre, tiene como santo patrono a Santiago Apóstol, con su fiesta el 25 de julio de cada año, y está alojado en la catedral de la ciudad. La imagen de Santiago Apóstol que se venera en esta ciudad fue encontrada en un municipio de este departamento llamado Jocón, donde decidieron pasearlo en procesión por todo el departamento de Yoro para recaudar fondos para construirle una iglesia. Pero al llegar a Yoro y llevarlo a la catedral, fue imposible sacarlo, pues se volvió pesado y más grande. Entonces decidieron dejarlo como patrón de la ciudad. Esta ciudad es bendecida por eso. 
Al igual que en Lepaterique, en el departamento de Francisco Morazán, la festividad de su feria patronal se celebra en honor al Apóstol Santiago de Lepaterique, quien fue traído desde España en tiempos pasados, llenando de curiosidad a todo el municipio, que está lleno de leyendas y mitos. En su conmemoración, el Instituto de Lepaterique lleva por nombre Instituto Gubernamental Polivalente Santiago. 
El 25 de cada mes de julio también en otro lugar de Honduras se celebra al Apóstol Santiago en el municipio de Santiago de Puringla, en el departamento de La Paz.
México
En el sitio que fuera uno de los grandes centros virreinales, se celebra en diversas partes. Una de ellas en el municipio de Ayapango, en el estado de México, en el antiguo convento de Santiago Apóstol y la parroquia que lleva el mismo nombre. Esta fiesta se celebra con la representación de los doce pares de Francia y el baile de los chinelos, y una procesión por el pueblo. 
También se celebra en el pueblo de Santiago Tepopula, en el municipio de Tenango del Aire, estado de México, así como en el pueblo de Quechultenango, cabecera del municipio homónimo, en el estado de Guerrero. En este lugar es representado con un baile llamado las Cueras, donde, seguidos de una enorme procesión, cuatro de los danzantes llevan en sus hombros la imagen en su honor. La festividad comienza el día 23 de julio, siguiendo así la celebración del baile del ocoxúchiltl el primer domingo de agosto, donde todos los peregrinos bailan alrededor de la imagen de Santiago para pagar sus mandas. 
En el pueblo de Santiago Tilapa, dentro del municipio de Santiago Tianguistenco, Estado de México se realiza la tradicional danza de arrieros, la cual representa la actividad llevada a cabo dentro de las grandes haciendas desde el virreinato hasta la llegada del ferrocarril a México, los días 24 y 25 de julio se presentan en la parroquia a danzar las arrieras, para dos semanas después aproximadamente presentarse a danzar los arrieros en la fiesta de la Transfiguración de Jesús, el domingo más cercano al 6 de agosto, donde al igual llevan de estandarte a su patrón Santiago Apóstol, los días 22 y 23 de mayo igual se realizan celebraciones en su honor como quema de castillo y los tradicionales toritos.  
Se le festeja en Jesús María, cabecera del municipio del mismo nombre, en el estado de Aguascalientes, con la Feria de los Chicahuales, la segunda más importante en el estado, durante la segunda quincena de julio. 
Santiago el Mayor es patrono de la ciudad de Santiago de Querétaro, capital del municipio y del estado de Querétaro. Según cuenta la leyenda, la ciudad fue fundada el 25 de julio de 1531 tras una batalla entre nativos cristianizados y los que no lo estaban, habiendo un eclipse en el transcurso de la batalla, en el cual la figura de Santiago Matamoros se apareció en el cielo. En el sitio donde sucedió este milagro se levantan el templo y el convento de la Santa Cruz. 
También se le honra en la ciudad de Sahuayo, en el estado de Michoacán, donde se le venera con sus seguidores disfrazados en trajes de tlahualiles (guerrero vencido, en náhuatl) danzando por las calles y luchando en una representación simbólica de la conquista española. 
Otro sitio donde se le venera es Santiago, cabecera del municipio de su nombre, ubicado en la Zona Metropolitana de Monterrey, en el estado de Nuevo León. 
Se le honra en Santiago de Anaya, cabecera del municipio homónimo, en el estado de Hidalgo; al igual que en Tecozautla, cabecera del municipio del mismo nombre ubicado en el mismo estado. En esta última cabecera municipal se conmemora la Feria de la Fruta en su honor.  
En algunas regiones del sur del estado de Zacatecas, como Moyahua, Juchipila y Apozol, y parte de estado de Jalisco, como Tonalá, municipio ubicado en la Zona Metropolitana de Guadalajara, se le venera en su fiesta el día 25 de julio, en la tradición de los tastoanes que se celebra desde los tiempos posteriores a la Conquista de los territorios de la Nueva Galicia, reino del que fue patrono. 
Se le rinde honores en las ciudades de Compostela y Santiago Ixcuintla, en el estado de Nayarit. 
En el estado de Coahuila es patrono de las ciudades de Saltillo (la capital del estado) y Monclova. 
Es patrono de la ciudad de Santiago Tuxtla, en el estado de Veracruz, donde se ha festejado desde hace más de 130 años con tradiciones como la Danza de los Negros, mojigangas, fandango y concursos de baile folklórico. Así mismo, forma parte de la cultura y tradición de algunos municipios, como lo es en Ixhuatlán del Café, Coscomatepec y Chocaman, con su tradicional Danza de Santiagos. 
En el estado de Durango, una de las localidades con mayor importancia histórica-cultural es Mapimí, en la que el patrono es Santiago Apóstol, el Mayor. El templo principal de dicha localidad tiene esa advocación, sitio fundado por la orden de misioneros iñiguistas. 
En la ciudad de Silao, en el histórico estado de Guanajuato, se venera a Santiago Apóstol y la parroquia del municipio lleva su nombre. De igual forma se encuentran los municipios de Santiago Maravatío, Valle de Santiago y el municipio de Tarandacuao, en el mismo estado.
En la propia capital del país, la Ciudad de México, destacan tres sitios que recuerdan al apóstol. Se trata de Santiago Tlatelolco, último foco de resistencia indígena durante la conquista de Tenochtitlán, en cuyas inmediaciones fue alcanzado el tlatoani Cuauhtémoc; el pueblo de Santiago Zapotitlán, en la alcaldía Tláhuac, donde en pleno siglo XXI se mezclan las costumbres rurales y urbanas; y el pueblo de Santiago Acahualtepec, en la alcaldía Iztapalapa, donde ha mantenido su tradición por más de 350 años celebrando a Santiago Apóstol.
En el estado de San Luis Potosí, Santiago de los Valles, lo que ahora es conocido como Ciudad Valles, se encuentra una antigua iglesia franciscana restaurada. Llegó a ser la Custodia de Tampico que controlaba una gran extensión en la región Huasteca.
Es uno de los patronos de la provincia Franciscana de los Santos Francisco y Santiago en México, que es una de las provincias más importantes de los franciscanos en todo el mundo. Rebasa los 400 frailes que están distribuidos al noreste y al occidente de México, y en otros lugares como: Tívoli, Córcega, Belice, Tlatelolco y sur de Texas.
Nicaragua
En la ciudad de Jinotepe, cabecera del departamento de Carazo, se celebra a Santiago Apóstol. Su festividad empieza el 29 de junio con la salida de la Demanda Mayor, un recorrido de Santiago por las comunidades rurales de la zona, que dura quince días, una especie de Camino de Santiago como el de España, con la única diferencia de que es Santiago el que sale a buscar a los peregrinos.  
Los días principales son el 24 y 25 de julio. El 24 se da el tope de los santos donde la cultura, la tradición y la religiosidad popular nicaragüense se unen para demostrar el más grande y hermoso gesto de unión entre los pueblos. San Sebastián, patrono de Diriamba, y San Marcos, patrono de la ciudad que lleva su mismo nombre, se encuentran con Santiago, para celebrar juntos el día 25 de julio la solemnidad de Santiago Apóstol.  
El día 1 de agosto se celebra la Octava de las fiestas. El domingo posterior a la Octava se realiza la despedida de los santos, culminando así las fiestas en honor a Santiago Apóstol. Estas son las fiestas en honor a Santiago Apóstol más importantes de toda Nicaragua, donde se pueden apreciar bailes tradicionales como El Guegüense o Macho Ratón, El Toro Huaco, Las Inditas, De las Húngaras, Los Diablitos, El Gigante, Moros y Cristianos, El Viejo y la Vieja, La Vaquita y Los Chinegros, entre otros que llenan de mucho colorido estas tradicionales fiestas, que tienen una duración de casi tres meses. 
En la ciudad de Boaco, capital del departamento homónimo, es su santo patrono Santiago Apóstol, celebrándose con grandiosas fiestas el 25 de julio de cada año alojado en la iglesia que lleva su mismo nombre, donde descansan los restos del padre José Nieborowski, celebrándose con gran fervor religioso.
Panamá
En este país se asienta la ciudad más antigua del litoral pacífico, Natá de los Caballeros, en la cual se encuentra el patrimonio histórico nacional, la Basílica de Santiago Apóstol, la cual guarda desde el siglo XVI como patrono a este apóstol de Jesucristo. El santo se constituyó en un baluarte religioso desde el primer momento en que llegó de Santiago de Compostela, en España, ciudad que también tiene como patrono a Santiago Apóstol. En Natá de los Caballeros es muy visitado por sus fieles desde que llegó en el año de 1522.
Es venerado en la ciudad de Santiago de Veraguas, capital de la provincia de Veraguas, diócesis de Veraguas, en la catedral de Santiago Apóstol, inaugurada como diócesis de la provincia desde 1963. Todos los 25 de julio, su catedral es rodeada por fieles para tomar parte de la eucaristía y procesión anual de su Patrono, actividad religiosa que abre paso a las celebraciones populares caracterizadas por cabalgatas, presentaciones folclóricas y otras de carácter regional.
Perú
En Lampa (Puno - Perú), cada 25 de julio se celebran las fiestas en honor a su Santo Patrón Santiago Apóstol. Pobladores de la comunidad de Unión Sutuca (Sutuca Anansaya y Sutuca Urinsaya) montando sus caballos y ataviados al igual que Santiago Apóstol denominados Kaperos acompañan portando sus Cuchillos, Varas y Banderas. Músicos de Pitu Bandas, secundan a los Kaperos tocando melodías propios de la ocasión. En el que fuera el otro gran centro virreinal, Santiago Apóstol es patrono de Santiago de Ica, también de la ciudad de Pauza, provincia de Paucar del Sara Sara, departamento de Ayacucho; de Santiago de Chuco en el departamento de La Libertad; de la villa de Santiago de la Nazca (Nazca) en el departamento de Ica; y de la ciudad de Abancay, capital del departamento de Apurímac (nombrada inicialmente como Santiago de Abancay). Se celebra su fiesta en la ciudad de Cabana, en el departamento de Áncash. 
En el distrito limeño de Santiago de Surco se entrega una condecoración con su nombre, la Orden de Santiago Apóstol, a personajes que influyen de manera beneficiosa en la sociedad. Santiago El Mayor es también el patrono del pueblo de Guzmango, en la provincia de Contumazá, departamento de Cajamarca.
En Lunahuaná, capital turística y cultural de la provincia de Cañete, departamento de Lima, Santiago Apóstol tiene una gran festividad patronal el 25 de julio de todos los años, donde participan las autoridades y el pueblo con mucha algarabía, en vistosas comparsas en la Plaza Mayor, con una gran Misa de Fiesta en la iglesia colonial que lleva su nombre, y que antecede la procesión del santo por las calles principales.
En el Cusco, se celebra al Patrón Santiago. Participa desde el siglo XVI en la celebración del Corpus Christi, junto a otras notables imágenes como Nuestra Señora de Belén o el patrón San Sebastián. En la Entrada de Corpus, Santiago baja de su templo hacia la basílica catedral del Cusco, donde aguardará hasta el día central. Luego de la festividad, el Patrón sube nuevamente al templo. Saldrá otra vez para su fiesta patronal en el mes de julio, y finalmente ingresará a su casa en espera de las próximas fiestas del Corpus.
En el departamento de La Libertad, Santiago el mayor es patrono de la ciudad de Santiago de Chuco, capital de la provincia homónima, cuya fiesta es celebrada con gran renombre el 25 de julio de todos los años, con gran fervor y devoción, de mucha fama en esta región.     
Además, en el departamento de Ayacucho, Lucanas. 
República Dominicana
Es el santo patrono de la ciudad de Santiago de los Caballeros, capital de la provincia de Santiago, ciudad fundada en 1495, sede de la arquidiócesis de Santiago de los Caballeros, metropolitana de la provincia eclesiástica homónima. Su catedral está dedicada al santo.
Venezuela
Fue (desde su fundación en 1567) el santo patrón de la ciudad de Caracas (fundada con el nombre de Santiago de León de Caracas) hasta el 15 de junio de 2011, cuando el papa Benedicto XVI, a petición del clero caraqueño, decretó como patrona de la ciudad a la Virgen de Coromoto, que es también la patrona de Venezuela.

## Onomástica
Su nombre en hebreo es Jacob (יעקב), pero con el tiempo se ha ido deformando en Jacobo, Iago, Yago, San Iago, San Yago, Santiago, Tiago o Thiago, Diego, Jaime, James, Jim, Jimmy, Jackes, Jacques, Jakob, Jakov, Giacomo, Jaume.

## Véase también

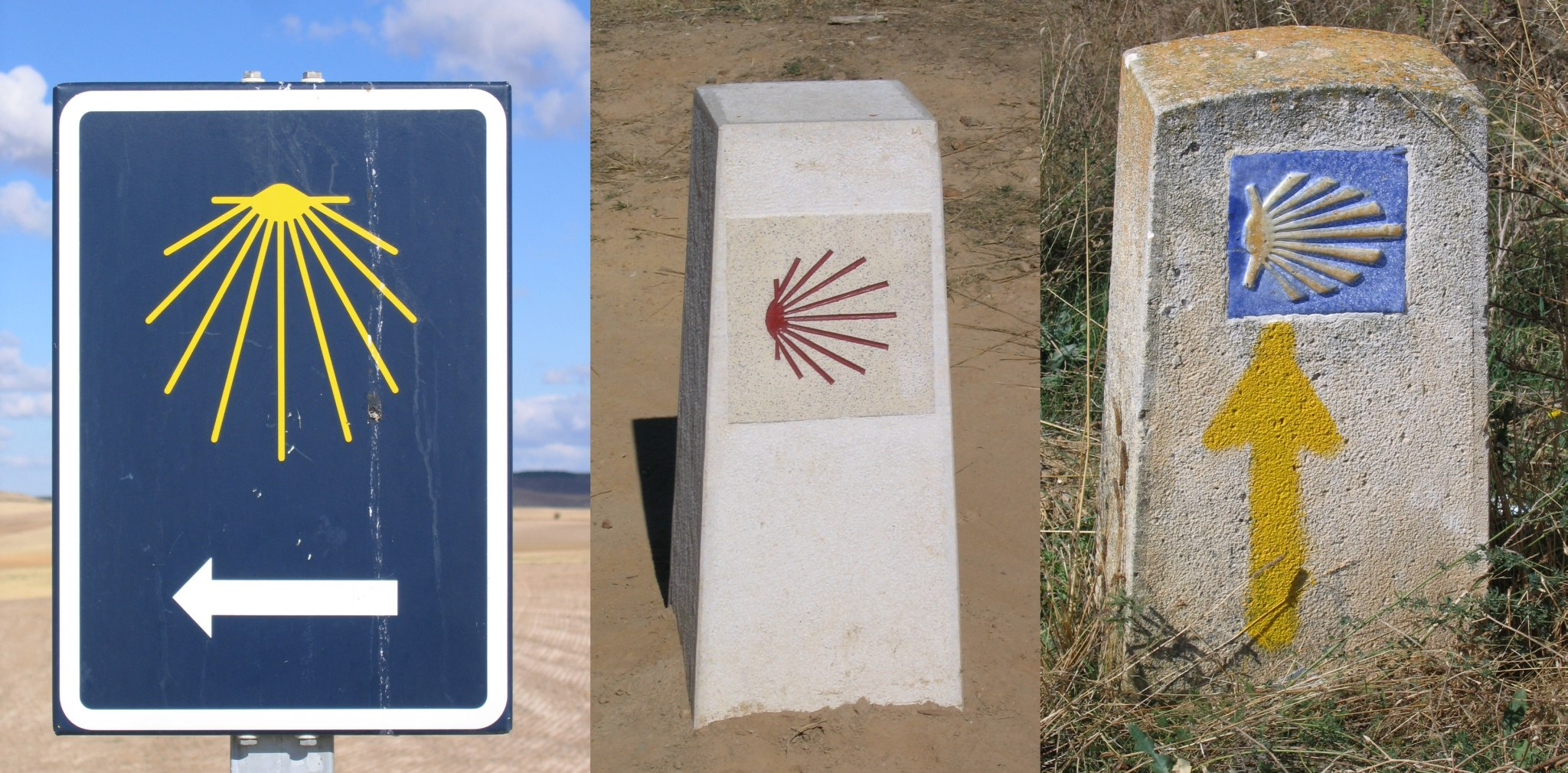
Distintos símbolos del Camino de Santiago